# Müllersches Volksbad

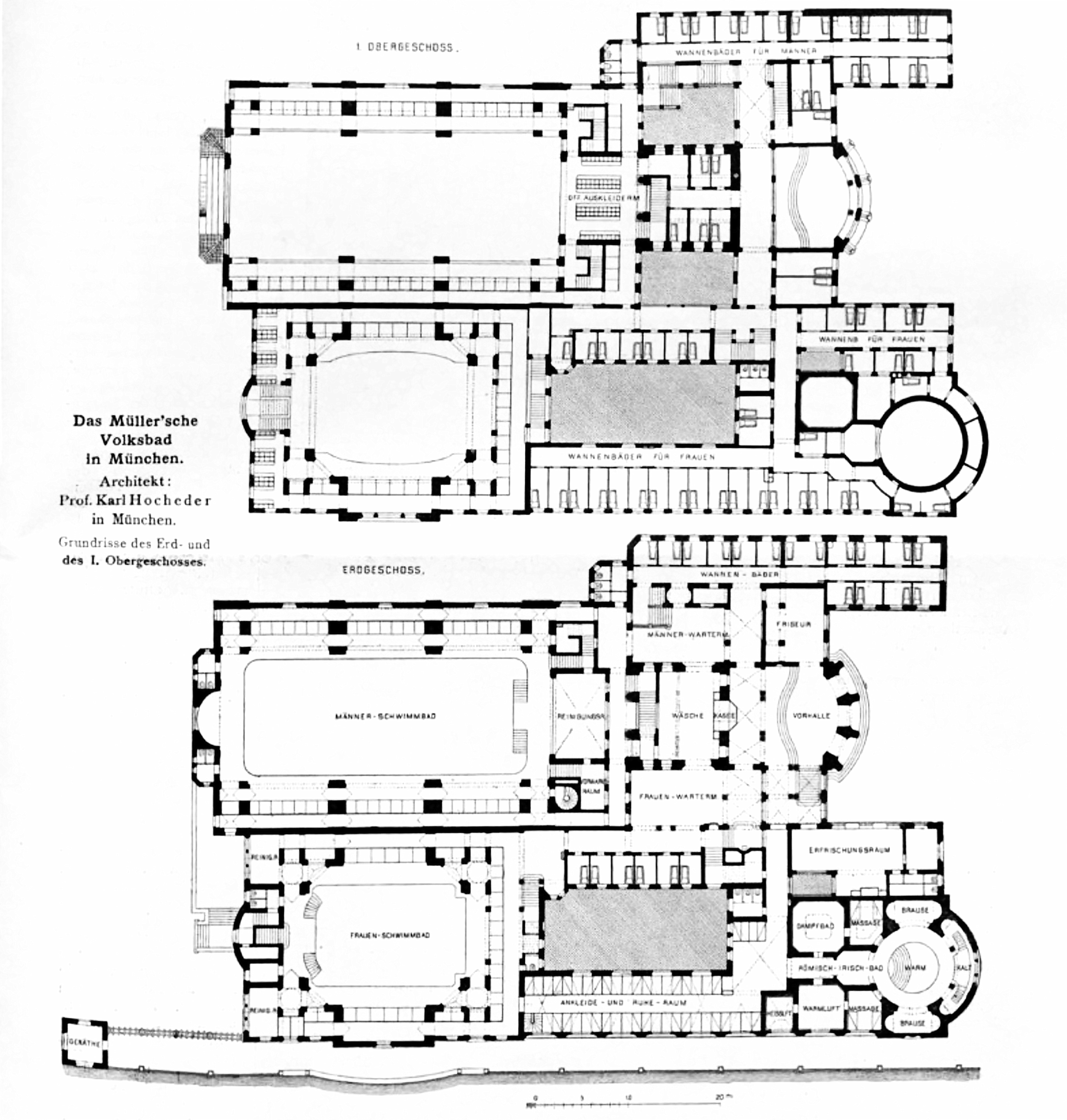
Volksbad, Erdgeschoss und 1. Obergeschoss

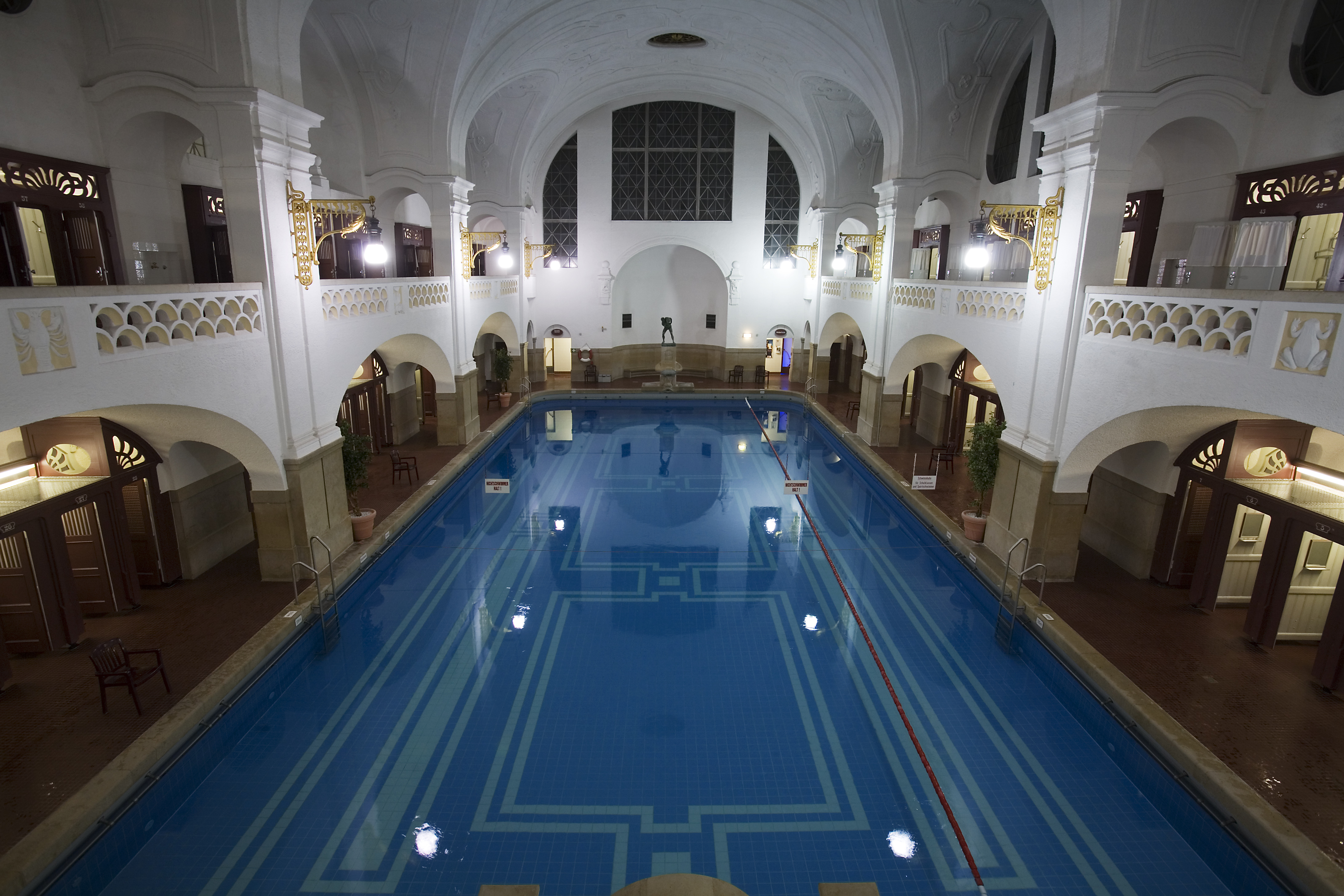
Große Schwimmhalle (Herrenbecken)

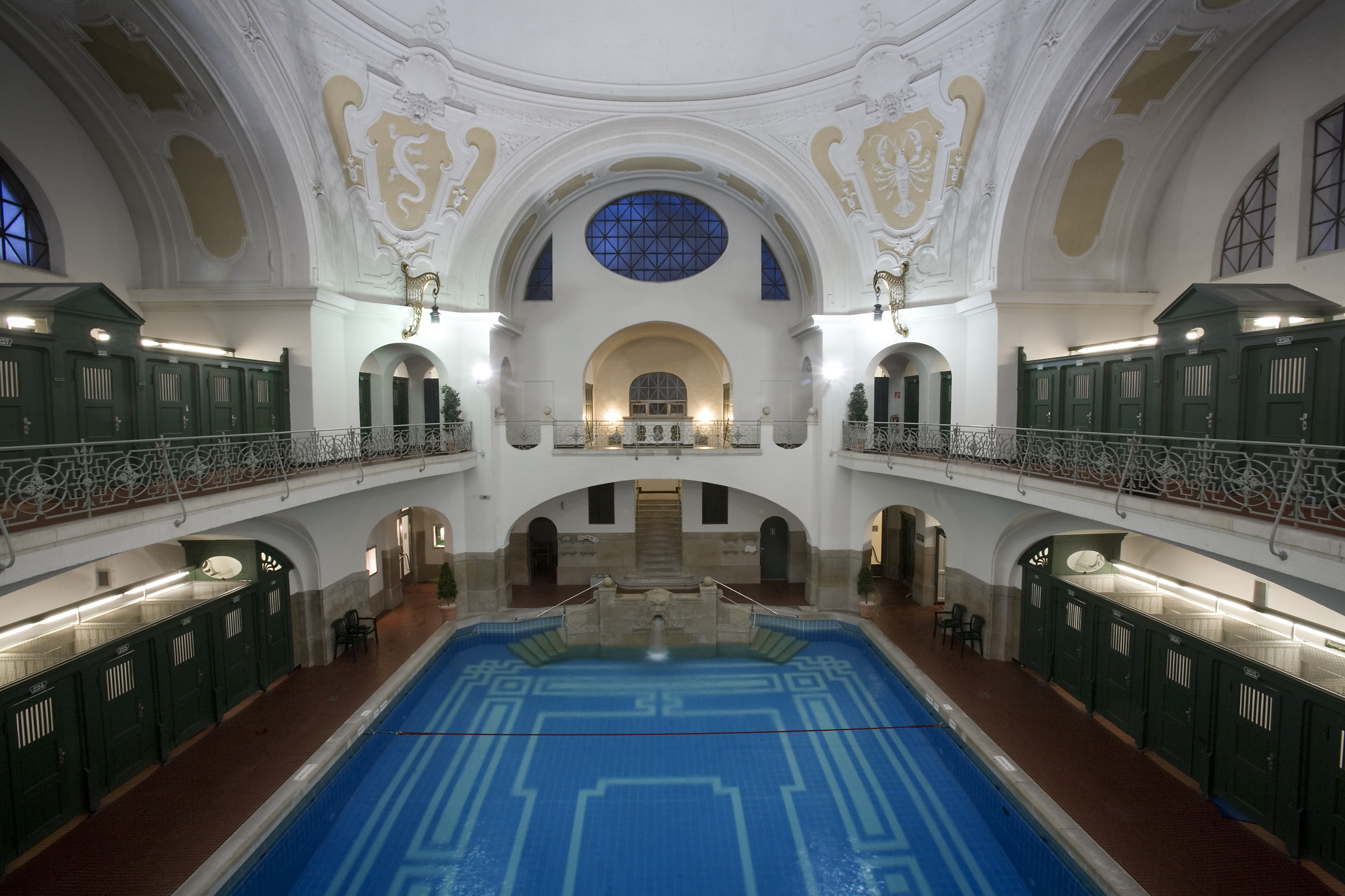
Kleine Schwimmhalle (Damenbecken)

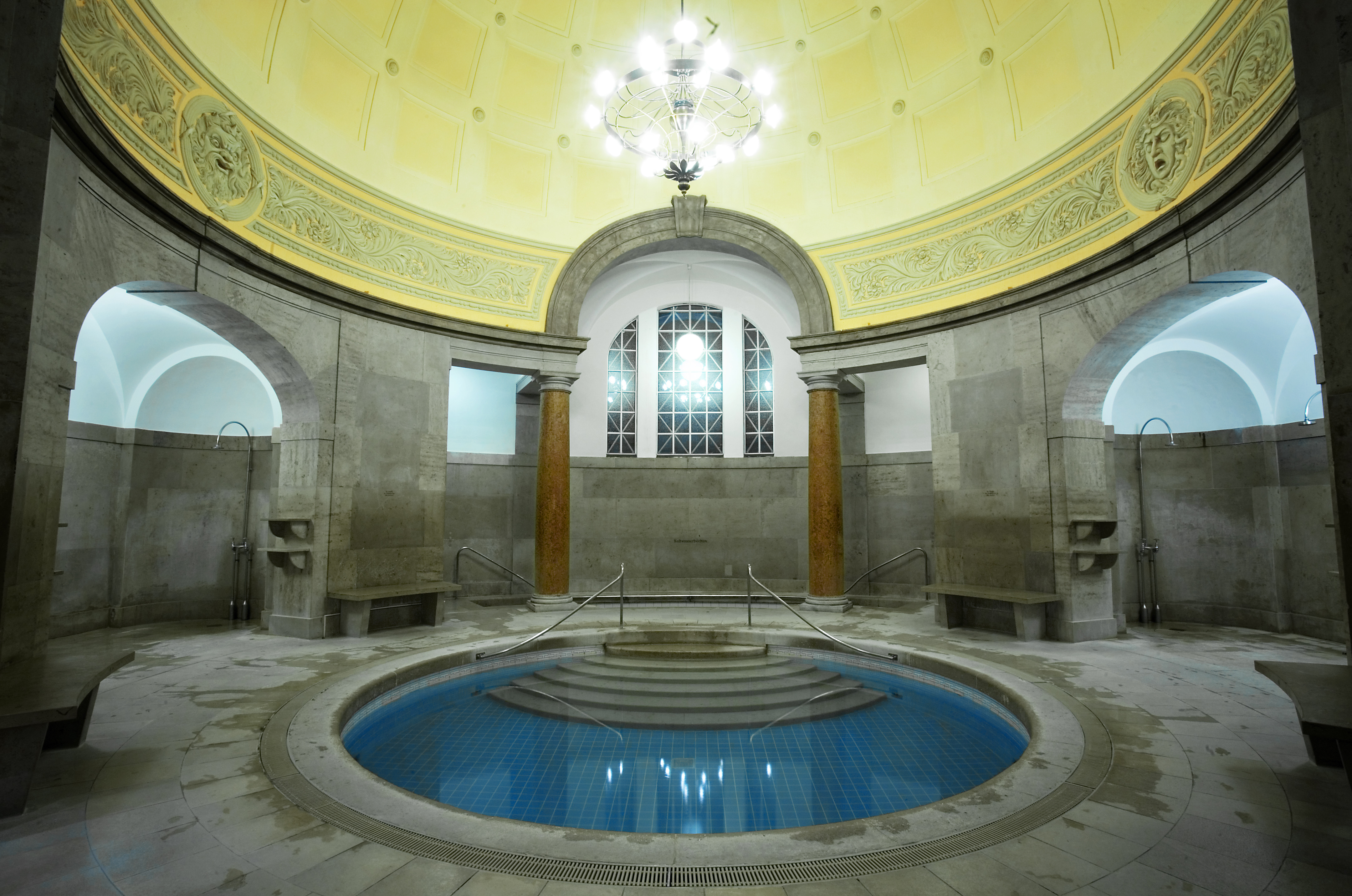
Römisch-Irisches Schwitzbad

Das Müller’sche Volksbad in München ist ein Hallenbad mit Sauna- und Dampfbädern, das von den Stadtwerken München (SWM) betrieben wird. Der Jugendstilbau war bei seiner Fertigstellung 1901 das größte und modernste Schwimmbad der Welt. Der Bau geht auf eine Spende des Münchner Ingenieurs Karl Müller an die Stadt München zurück, verbunden mit der Auflage, ein Bad für das „unbemittelte Volk“ zu errichten. Der Bau entstand nach einem Entwurf von Carl Hocheder. Das Bad zählt mit seiner Architektur und Innenausstattung zu den schönsten Badehäusern Europas.

## Beschreibung
Das Volksbad liegt am Anfang der Rosenheimer Straße in der Au zwischen Isar und Auer Mühlbach in unmittelbarer Nähe des Deutschen Museums und der Ludwigsbrücke. Das Gebäude steht unmittelbar an der Isar und hat einen Uhrturm, in dem sich Reservewasserbehälter befinden, die den Wasserdruck konstant halten „und das Triebwerk der mit 4 grossen Zifferblättern ausgestatteten Thurmuhr. In der Höhe von etwa 35 m über dem Fußboden des Erdgeschosses ist eine bequem zugängliche, freie Aussicht geschaffen. Auch die mit Fenstern geschlossene Laterne des Thurmhelmes dient dem angenehmen Zwecke einer schönen Rundsicht über die Stadt und das Isarthal.“ Das Bad verfügt über zwei Schwimmbecken, die sich aus der seinerzeit üblichen Geschlechtertrennung ergeben: „Für die Grundrissgestaltung in ihren Hauptzügen galt es bei einer derartigen Anlage vor allem, darauf Rücksicht zu nehmen, gleich von der Kasse ab die Trennung der Geschlechter durchzuführen. Nur das Dampf- und römisch-irische Bad, das von beiden Geschlechtern zu verschiedener Zeit abwechselnd benutzt werden soll, und der Erfrischungsraum erhielten neutrale Zugänge, die ausserhalb  der Geschlechterabtheilungen erreichbar sind.“
Das größere Becken (31 m × 12 m) war ursprünglich das „Herrenbecken“. Das kleinere Becken (18 m × 11 m) diente bis 1989 ausschließlich als „Damenbecken“ und wird noch heute etwas temperiert. Traditionell gibt es noch heute einen Frauenbadetag (dienstags von 15 bis 20 Uhr) in der Damenhalle. Beide Becken haben einen Wasserspeier als Zulauf und sind entlang einer Achse getrennt. Das große Becken in der Herrenhalle wird von einem eindrucksvollen Tonnengewölbe gekrönt. In beiden Hallen befinden sich Holzkabinen rund um die Becken in Etagen mit Galerien angeordnet. Sie gewähren direkten Zutritt zum Badebereich. Am Ende des Herrenbeckens steht ein weiterer Wasserspeier mit Figurenbekrönung, der jedoch nicht mehr in Betrieb ist.
Seit seinem Bau enthält das Bad ein römisch-irisches Dampfbad mit Freilufthof. Das römisch-irische Schwitzbad (ca. 45 °C) ist mit verschieden temperierten Warm- und Heißlufträumen (ca. 40 °C, ca. 60 °C und ca. 80 °C) ausgestattet. Es wird ergänzt um ein Dampfbad (ca. 45 °C), Finnische Sauna (ca. 90 °C) mit Farblichtern, Kaltbecken, Warmbecken (ca. 34 °C) und Ruhezonen. Zur Entspannung zwischen den Saunagängen steht im Obergeschoss ein Raum mit Liegen zur Verfügung. Es werden Massagen angeboten.

## Geschichte
Der Architekt Carl Hocheder hatte zuvor in München das Brausebad in Haidhausen errichtet. Bei der Gestaltung des viel größeren Volksbades ließ er sich von vielfältigen raumtypologischen Vorbildern inspirieren: von römischen Thermenanlagen, barocken Hallenbauten und türkischen Hamams, all das zusammengehalten von zeitgenössischen Jugendstilelementen. Die Fassade wird durch Fensterlaibungen und Gesimse auf Pollinger Kalktuff gegliedert. Zu den reichhaltigen barockisierenden Schmuckelementen im Innern gehören breite Treppen, die in die Becken hinab führen, Wandmalereien mit marinen Motiven, Stuck, eine Bronzestatue am Hauptbecken, verzierte Eisengitter und Holzbrüstungen ebenso wie aufwändig gestaltete Uhren. Die Gestaltung der Schmuckelemente erfolgte durch Ernst Pfeifer, Hermann Hahn, Josef Flossmann, Ernst Andreas Rauch und andere.
In der Decke der Herrenhalle sind drei Abluftöffnungen, über die zur Gründungszeit bei heißem Wetter kaltes Wasser im Bad zerstäubt wurde, was nach den Worten Hoheneders auch für eine „anmutige Verschönerung durch Bildung von Regenbogenfarben“ sorgte. Nach einer Bauzeit von vier Jahren fand die offizielle Eröffnung am 1. Mai 1901 statt. Der vom Prinzregenten inzwischen in den Adelsstand erhobene Ingenieur Karl von Müller war dabei anwesend.
Bis 1978 befand sich im Untergeschoss ein Hundebad, ebenso wie anfangs 86 Wannenbäder und 22 Brausebäder zur Verfügung standen. Nachdem sich Badewannen und Duschen im 20. Jahrhundert fast flächendeckend in Privathaushalten verbreiteten, legte das Bad diese Anlagen schließlich still, behielt ein ursprüngliches Wannenbad zu Demonstrationszwecken und richtete im Untergeschoss in weit bescheidenerem Umfang ein neues Wannen- und Brausebad ein. Die umfangreichsten Sanierungen fanden zwischen 1972 und 1999 statt und betrafen alle Teile des Bads. Die Stadtwerke München merken dazu an: „In liebevoller und aufwändiger Kleinarbeit wird es bis heute in nahezu allen Details originalgetreu erhalten.“
Das Müller’sche Volksbad diente auch als Filmkulisse. Wesentliche Sequenzen des Spielfilmes Deep End (1971) und des Horrorfilmes Suspiria (1977), sowie Teile der Episoden 33 und 35 der ARD-Serie Auf Achse wurden dort gedreht.